# Lago Shinji
El lago Shinji (宍 道 湖 Shinji-ko?) es un lago situado en la zona noreste de la prefectura de Shimane en Japón. Es el séptimo más grande de Japón, con una circunferencia de 48 km (30 millas). Está rodeado por la península de Shimane, al norte y las llanuras de (Shimane) Izumo al oeste y Matsue  al este.
Lake Shinji-ko ofrece un beneficio económico para los residentes cercanos en forma de pesquerías y turismo, como los diversos centros termales construidos a lo largo de la costa y cruceros por el lago que ofrecen las empresas locales. 
El lago se conecta al mar del Japón a través de la laguna Nakaumi y como resultado se compone de agua salobre de buena calidad, que se suma a la abundancia de vida acuática, con especies como anguilas, lubinas y la almeja Shijimi (Corbicula japonica). El Shijimi es atrapado usando un 'Joren', una herramienta única del lago Shiji-ko, que se compone de una cesta atada a un rastrillo. 